# Centrale nucleare di Loviisa
La centrale nucleare di Loviisa (in finlandese Loviisan ydinvoimalaitos) è una centrale nucleare finlandese situata presso la città di Loviisa. La centrale possiede due reattori VVER di stampo sovietico (ma radicalmente differenti dagli omologhi in fatto di sistemi di sicurezza) da 488 MW ognuno. Per la sua peculiarità di essere un reattore sovietico con strumentazioni e sistemi americani, le è stato dato l'appellativo di Eastinghouse.
L'impianto è la possibile localizzazione del sesto reattore nucleare finlandese, reattore che potrebbe fornire teleriscaldamento per buona parte della regione (questo progetto però ha un costo iniziale molto maggiore, dovendo creare tutta la rete di trasporto del calore)